# СМИ Нью-Йорка

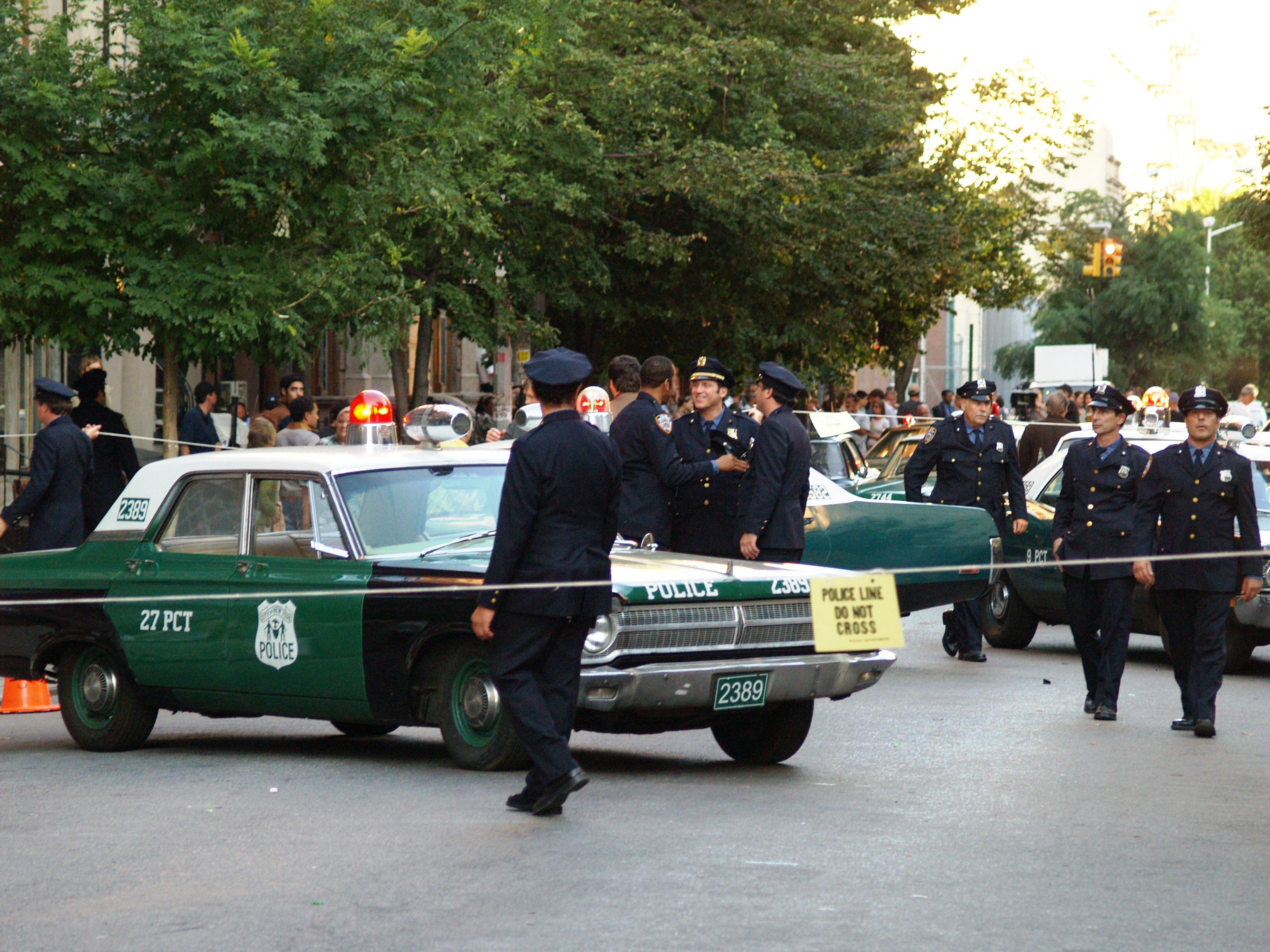
Съёмки фильма в городе с использованием старинных полицейских машин.

Город Нью-Йорк является крупнейшим медиарынком в Северной Америке и был назван медийной столицей мира.
В городе размешаются множество влиятельных газет, крупнейших издательств, крупнейших звукозаписывающих компаний и крупнейших телевизионных студий в мире. Это крупный центр книжной и журнальной публицистики, музыкальной, газетной и телевизионной индустрии.
В городе находятся такие медиа-гиганты как: CNN (WMN&S), Hearst Corporation, NBCUniversal, New York Times Company, Fox Corporation и News Corp, Thomson Reuters Corporation, WarnerMedia и ViacomCBS.
Семь из восьми ведущих мировых сетей рекламных агентств расположены в Нью Йорке.
Три из «большой четверки» звукозаписывающих компаний, разместили штаб-квартиры в городе.
Треть всех американских независимых фильмов производится в Нью-Йорке.
Более 200 газет и 350 журналов имеют офис в городе, в книгоиздательской отрасли занято около 25 000 человек.
Символами города стали газеты The New York Times и The Wall Street Journal.